# Bernd Schröder
Pour les articles homonymes, voir Schröder.
Bernd Schröder, né le 22 juillet 1942, est un entraîneur allemand de football, à la tête en 2010 du club allemand de football féminin du 1. FFC Turbine Potsdam. Il a été auparavant un footballeur amateur, évoluant au poste de gardien de but.

## Carrière
Bernd Schröder évolue au poste de gardien de but pour différents clubs de la ville de Leipzig. En 1971, il devient le premier entraîneur de l'équipe féminine du BSG Turbine Potsdam, qui deviendra le 1. FFC Turbine Potsdam. Il remporte avec le club six championnats est-allemands. En 1990, il est aussi sélectionneur de l'équipe d'Allemagne de l'Est de football féminin, qui ne joue qu'un seul match. Après la saison 1991-1992, il quitte son poste d'entraîneur pour devenir président. Il retourne sur le banc de Potsdam à la fin de l'année 1997. Il remporte ensuite une Coupe UEFA féminine en 2005, trois Championnats d'Allemagne et trois Coupes d'Allemagne.

## Palmarès
- Vainqueur de la Coupe féminine de l'UEFA en 2005
- Finaliste de la Coupe UEFA féminine en 2006
- Vainqueur de la Ligue des champions féminine de l'UEFA en 2010
- Finaliste de la Ligue des champions féminine de l'UEFA en 2011
- Vainqueur du Championnat d'Allemagne de football féminin en 2004, 2006, 2009, 2010 et 2011
- Vainqueur de la Coupe d'Allemagne de football féminin en 2004, 2005 et 2006
- Vainqueur de la Coupe en salle d'Allemagne de football féminin en 2004, 2005, 2008, 2009, 2010, 2013 et 2014
- Vainqueur du Championnat d'Allemagne de l'Est de football féminin en 1981, 1982, 1983, 1985, 1986 et 1989

## Distinctions
- Nomination au prix d'entraîneur d'équipe féminine de l'année FIFA 2010